# ブリティッシュ・ホバークラフト SR.N3

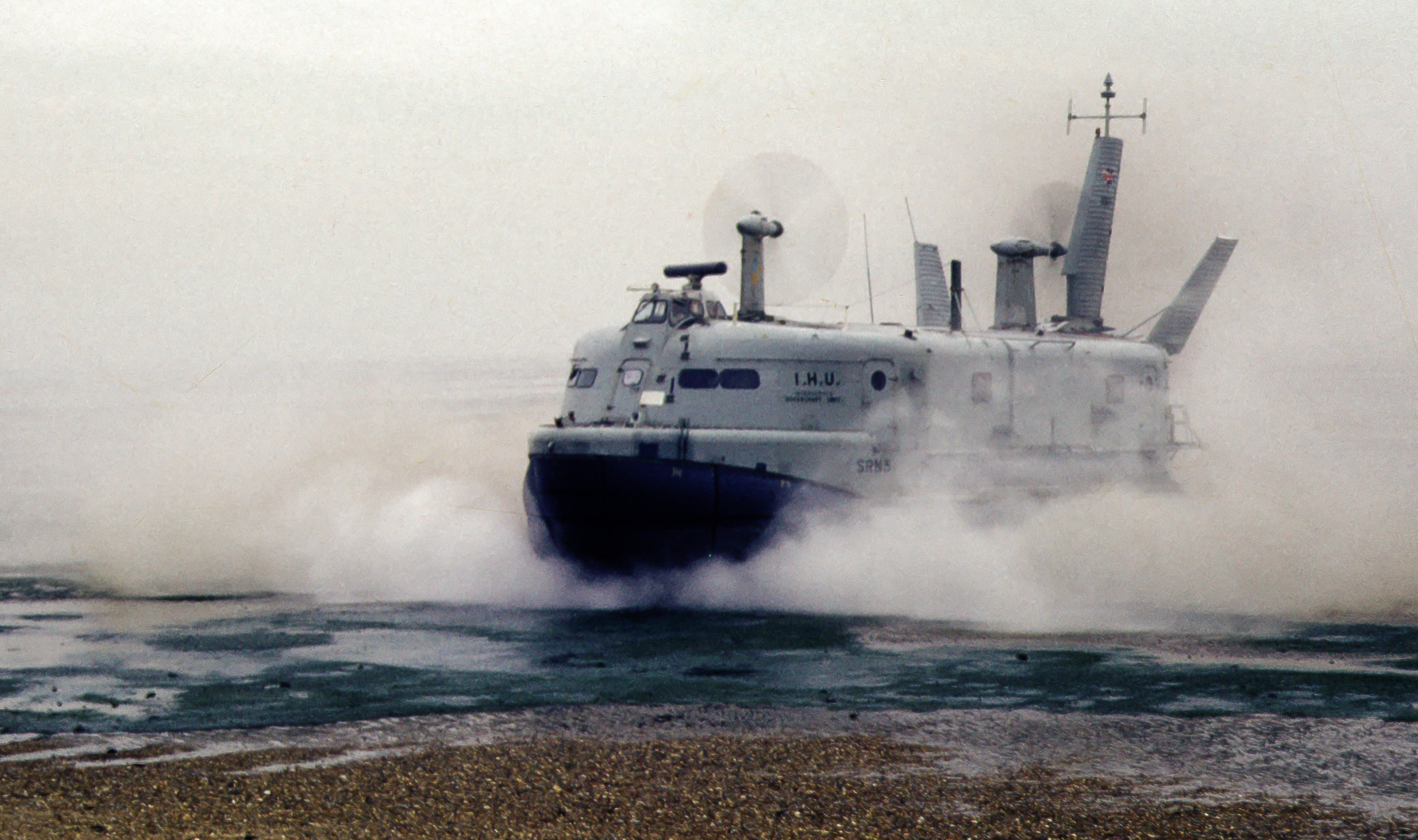
リー・オン・ザ・ソレントで試運転中のブリティッシュ・ホバークラフト SR.N3（1968年1月）

ブリティッシュ・ホバークラフト SR.N3 は、サンダース・ロー社が設計し、ブリティッシュ・ホバークラフトが製造した37.5トンの軍用ホバークラフト。

## 概要
SR.N3は軍での使用を目的としたホバークラフトで、1963年に初航行した。推進・リフト用に、4基のブリストル・シドレー ノーム（Gnome）ガスタービンエンジンを搭載し、70ノットでの巡航が可能であった。ストークス湾（Stokes Bay）で、氷上航行も含めた各種の試験が実施された。1964年9月16日、SR.N3は強風、6フィートの高さの波の中、満足な性能を発揮した。SR.N3は実用配備されることはなく、最後は標的用として使用された。

## 参考資料
1. ↑  http://www.flightglobal.com/pdfarchive/view/1965/1965%20-%201507.html